# Fylkesväg 890
Fylkesväg 890 (norska: Fylkesvei 890) är en primär fylkesväg i Finnmark fylke i norra Norge som går mellan tätorten Tana bru i Tana kommun och tätorten Berlevåg i Berlevågs kommun.
Vägen är totalt 136,8 kilometer lång, inklusive en 0,7 kilometer lång förgrening ut till kajen i Berlevåg. Den är asfalterad och passerar bland annat genom orterna Seida, Austertana och Kongsfjord.

## Anslutningar
Fylkesväg 890 ansluter till:
- Europaväg 6/Europaväg 75 (vid Tana bru)
- Fylkesväg 891 (vid Gednje)